# Gigantin
Gigantin ist ein Alkaloid aus der Gruppe der Kaktus-Alkaloide und der Tetrahydroisochinolinalkaloide.

## Vorkommen

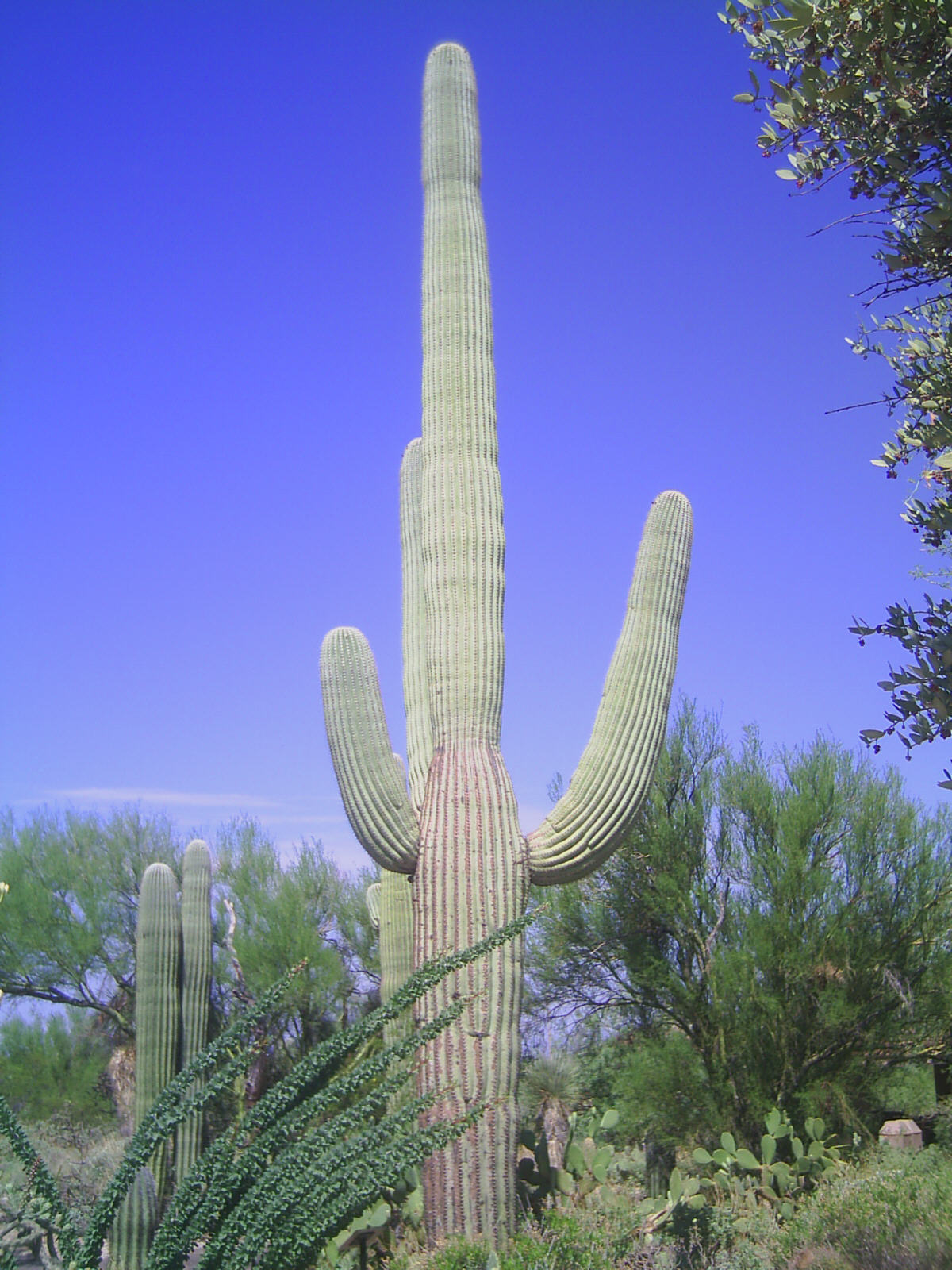
Carnegiea gigantea

Gigantin ist mit 25–30 % das mengenmäßig zweitwichtigste Alkaloid (nach Carnegin) in Carnegiea gigantea. Daneben kommt es auch in Pachycereus pecten-aboriginum vor.

## Synthese
Eine Synthese geht von einem passend substituierten Phenethylamin aus (wobei die Hydroxygruppe als Benzylether geschützt ist). Dieses wird mit Acetanhydrid acetyliert und dann durch Umsetzen mit Phosphorylchlorid in Benzol cyclisiert. Reaktion mit Methyliodid ergibt ein Imminium-Iodid. Dieses wird mit Natriumborhydrid reduziert und durch katalytische Hydrierung entschützt.